# Cerithium scabridum
Cerithium scabridum (Philippi, 1848) è un mollusco gasteropode marino appartenente alla famiglia Cerithiidae. Si tratta di una specie originaria dell'oceano Indiano tropicale e del mar Rosso penetrata nel mar Mediterraneo con la migrazione lessepsiana e diventata molto comune.

## Descrizione
La conchiglia è spiralata ed allungata, con altezzacirca tre volte la lunghezza e con 9 o 10 giri. L'ornamentazione della conchiglia è robusta e composta da cordonature assiali e spirali con vistosi tubercoli al loro incrocio. La spira basale è relativamente poco più ampia della successiva, la bocca ha bordo esterno liscio e un breve canale sifonale.
Il colore del guscio è brunastro, a volte le cordonature sono scure e contrastano con il fondo biancastro.

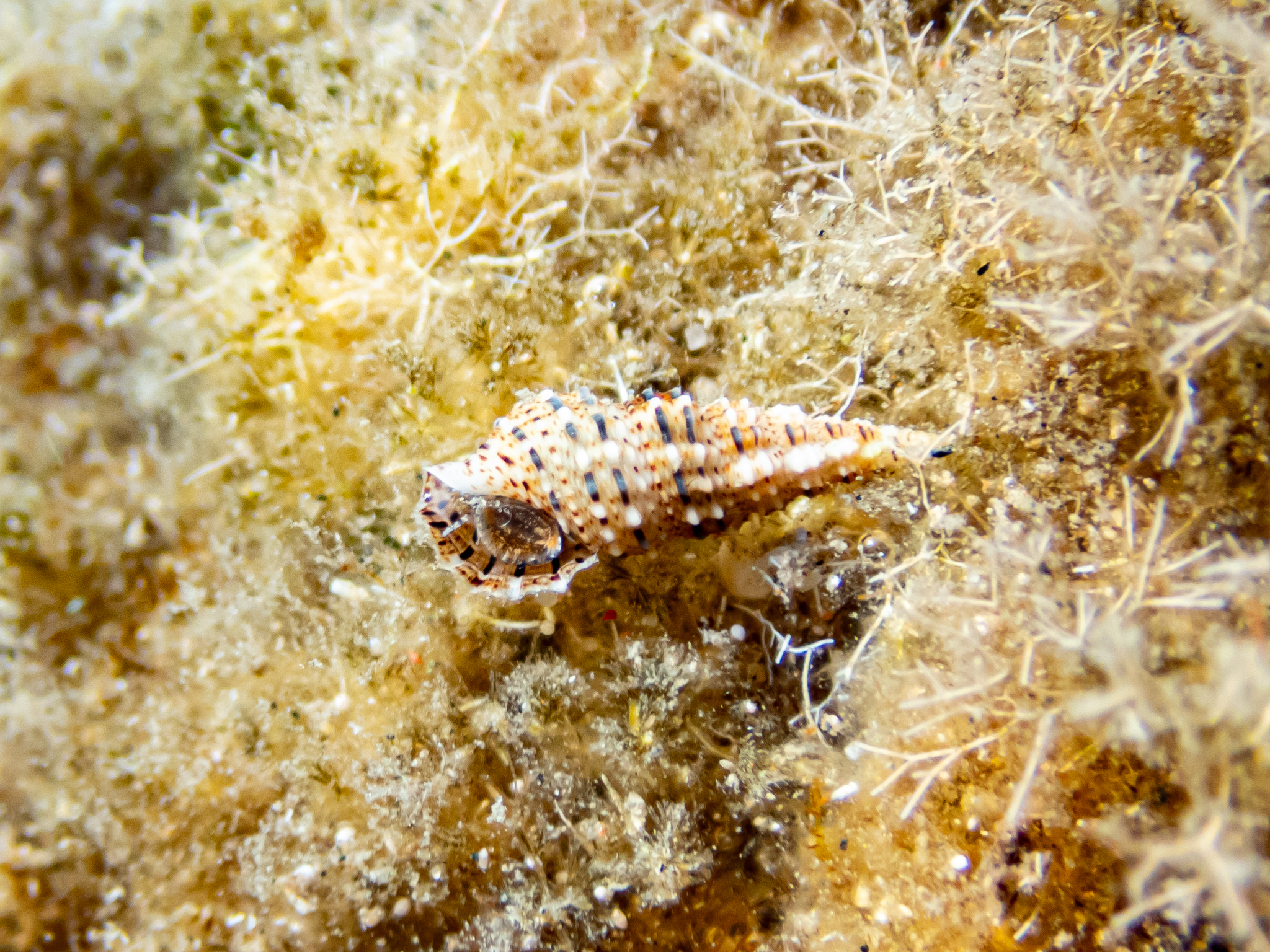

La conchiglia misura da 1,2 a 2 cm.

## Distribuzione e habitat
L'areale naturale comprende il mar Rosso, il golfo Persico e le coste indiane occidentali e meridionali. Risulta fra le prime specie penetrate nel mar Mediterraneo con la migrazione lessepsiana; in questo bacino è comunissima è invasiva lungo le coste che vanno dall'Egitto al sud della Turchia, in Tunisia e in Sicilia, altrove è meno comune o sporadica. Risulta segnalata anche a Napoli.
L'habitat è costituito dai fondi duri del piano mesolitorale o appena più profondi. Può insediarsi sia su fondi mobili che duri, in praterie di Cymodocea nodosa e Zostera nana e nelle lagune.

## Biologia
Questa specie depone le uova in forma di cordoni gelatinosi. Lo stadio larvale planctonico è lungo: da 45 a 60 giorni, e consente un'ampia dispersione. Il ciclo vitale dura circa due anni.